# Srđan Mijailović
Srđan Mijailović (Serbian Cyrillic: Срђан Мијаиловић; sinh ngày 10 tháng 11 năm 1993) là một cầu thủ bóng đá người Serbia thi đấu cho F.K. Krylia Sovetov Samara. Huấn luyện viên trưởng Robert Prosinečki thân thiết gọi anh là Mićko.

## Sự nghiệp câu lạc bộ
Trong một thời gian ngắn, anh đã cho thấy tiềm năng và trở thành cầu thủ đội một lúc 17 tuổi. Anh bắt đầu chơi bóng ở vị trí tiền vệ phòng ngự.
Ngày 8 tháng 2 anh ký hợp đồng cho câu lạc bộ Nga F.K. Krylia Sovetov Samara

## Sự nghiệp quốc tế
Vào ngày 31 tháng 5 năm 2012, Anh ra mắt cho Serbia trong trận giao hữu với Pháp lúc 18 tuổi.

## Danh hiệu
Red Star
- Serbian Cup (1): 2011–12